# Mario Miguel Carrillo Cubillas
Mario Miguel Carrillo Cubillas (Tijuana, Baja California, 10 de junio de 1981) es un político mexicano, miembro del partido Movimiento Regeneración Nacional (Morena). Es diputado federal para el periodo de 2021 a 2024.

## Biografía
Es ingeniero Civil egresado de la Universidad de las Américas de Puebla, misma institución por lo que es maestro en Gerencia en Proyectos de Construcción; además, es doctor en Desarrollo, Medio Ambiente y Territorio por la Universidad Iberoamericana Puebla, en la que ejerció como docente entre 2014 y 2015. Es hijo de Mario Miguel Carrillo Huerta, académico, diputado y funcionario del gobierno del Distrito Federal, y hermano de Leticia Carrillo Huerta, madre de Mario Delgado Carrillo, presidente nacional de Morena; quien es por tanto su primo hermano.
En el ejercicio privado de su profesión, fundó las empresas Sigma Contracting S.A. de C.V., MiCA Integration LLC y MiCA Integration S.A. de C.V. Es integrante de la Asociación Norteamericana de Ingenieros Civiles (ASCE) y del Colegio de Ingenieros Civiles de Puebla, así como integrante nivel profesional sustentable certificado de ENVISION del Instituto para la Infraestructura Sustentable (ISI) creada por el Instituto Zofnass de la Escuela de Diseño de la Universidad de Harvard, la Sociedad Norteamericana de Ingenieros Civiles, la Sociedad Norteamericana de Compañías de Ingeniería y la Asociación Norteamericana de Obra Pública.
Inicialmente miembro del Partido de la Revolución Democrática (PRD), en 2012 fue candidato de la coalición Movimiento Progresista, integrada por el PRD, el Partido del Trabajo y Movimiento Ciudadano a diputado federal por el Distrito 7 de Puebla, perdiendo la elección ante su competir del PRI, Jesús Morales Flores.
En la elección presidencial de 2018 coordinó la campaña de Andrés Manuel López Obrador en dos distritos electorales de Baja California, y en las elecciones extraordinarias de Puebla de 2019 la campaña de Miguel Barbosa Huerta en el distrito 18 local. Al asumir Barbosa la gubernatura poblana, lo nombró subsecretario en la Secretaría de Infraestructura del estado, cargo que ejerció entre 2019 y 2021.
Renunció al cargo para ser candidato de la coalición Juntos Hacemos Historia a diputado federal por el Distrito 13 de Puebla. Su postulación fue rechazada por algunos sectores de la militancia debido a su parentesco con el dirigente nacional del partido, siendo impugnada por Servando Galindo Ríos ante el Tribunal Electoral del Poder Judicial de la Federación; una primera resolución anuló su candidatura, pero de forma posterior fue ratificado en la misma.
Resultó elegido a la LXV Legislatura, donde integra el grupo partalamentario de Morena y es secretario de la comisión de Denfensa Nacional; así como integrante de las comisiones de Gobernación y Población; de Presupuesto y Cuenta Pública; de Deporte; de Federalismo y Desarrollo Municipal; de Infraestructura; de Juventud; de Radio y Televisión; y, de Transparencia y Anticorrupción.